# 里特山
47°06′10″N 12°56′57″E / 47.10278°N 12.94917°E

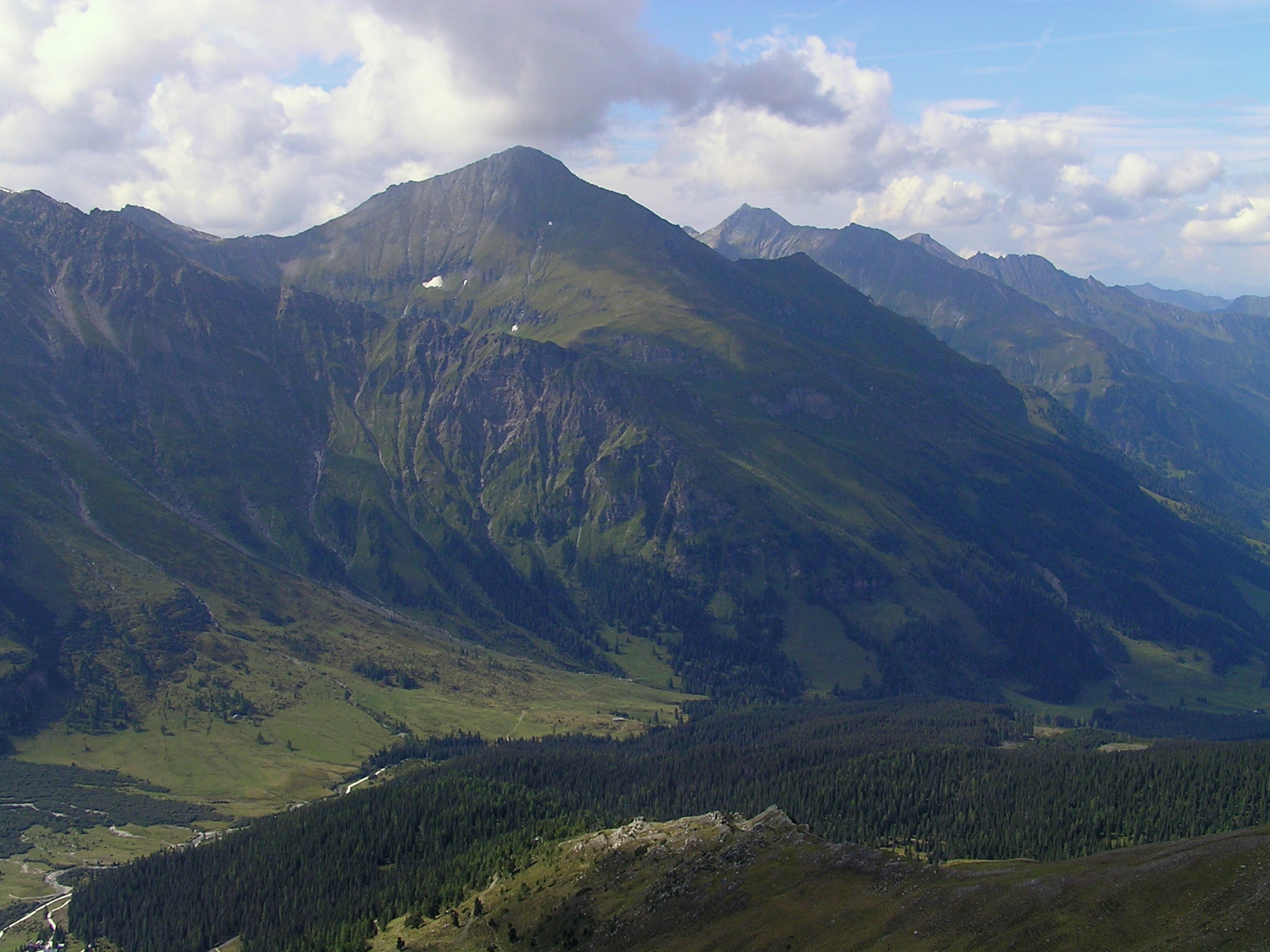

里特山（德語：Ritterkopf），是奧地利的山峰，位於該國中部，由薩爾茨堡州負責管轄，屬於高地陶恩山脈的一部分，海拔高度2,764米，每年平均降雨量2,176毫米。